# هربرت ياردلي
هربرت ياردلي (بالإنجليزية: Herbert Yardley) (13 أبريل 1889 في الولايات المتحدة - 7 أغسطس 1958، واشنطن العاصمة في الولايات المتحدة)؛ رياضياتي وروائي أمريكي.
كان هربرت أوسبورن ياردلي (13 أبريل 1889 - 7 أغسطس 1958) عالم تشفير أمريكي. أسس وترأس منظمة التشفير «الغرفة السوداء». قام المحللون المشفرون في الغرفة الأمريكية السوداء تحت إشراف ياردلي، بخرق الرموز الدبلوماسية اليابانية والتمكن من تزويد المفاوضين الأمريكيين بمعلومات مهمة خلال مؤتمر واشنطن البحري في 1921-1922. حصل على وسام الخدمة المتميزة. كتب كتاب «الغرفة الأمريكية السوداء» (1931) متحدثا عن تجاربه هناك. وساعد ياردلي فيما بعد الحزب القومي الصيني (الكومينتانغ)، (1938-1940) على كسر الرموز اليابانية. بعد عمله في الصين، عمل ياردلي لفترة وجيزة مع الحكومة الكندية، مما ساعدها في إنشاء قسم تشفير للمجلس القومي للبحوث في كندا من يونيو إلى ديسمبر 1941. وبحسب ما ورد، توقف ياردلي عن العمل بسبب ضغط من وزير الحرب، هنري ستيمسون أو من البريطانيين.

## النشأة
ولد ياردلي في عام 1889 في ورثينجتون، إنديانا. تعلم استخدام التلغراف من والده، روبرت كيركبرايد ياردلي، وهو سيد محطة تلغراف لخط سكة حديد. توفيت والدته ماري إيما أوزبورن ياردلي عندما كان عمره 13 عامًا.
بعد التخرج من المدرسة الثانوية في عام 1907، ذهب ياردلي إلى جامعة شيكاغو، لكنه ترك الدراسة بعد عام واحد وعاد إلى وورثنجتون، حيث كان يعمل كملغراف عن السكك الحديدية. قضى وقت فراغه في تعلم كيفية لعب البوكر واستعمل المرابيح لدفع رسوم تعليمه الإضافية.  بعد اجتياز امتحان الخدمة المدنية ف عام 1912، عُين في منصب تلغراف حكومي. بدأ ياردلي مسيرته المهنية كاتبا في وزارة الخارجية الأمريكية. قبل تكليفا من سلاح الإشارة الاحتياطي وصار ضابط تشفير مع قوات المشاة الأمريكية في فرنسا خلال الحرب العالمية الأولى.

## تفكيك الرموز
بدأ حياته المهنية في التشفير، لدى عمله في غرفة الشفرات، بكسر رموز الحكومة الأمريكية التي وجدها على مكتبه.  كانت الرموز الأمريكية في ذلك الوقت، ضعيفة للغاية، واستطاع ياردلي حلها  بسهولة. لقد صُدم عندما علم أن الرئيس ويلسون كان يستخدم رمزًا واحدا منذ أكثر من عشر سنوات. أثارت الرموز الأمريكية الضعيفة قلق ياردلي، خاصةً عند النظر إلى الحرب في أوروبا، لذلك بدأ في مايو 1916، بكتابة  «حل الرموز الدبلوماسية الأمريكية» الذي يتكون من مئة صفحة، والتي قدمها لاحقا  لرئيسه.

كسر الرموز الأمريكية جعل ياردلي يتساءل عن رموز الدول الأخرى أعطت المشاركة الأمريكية في الحرب، ياردلي فرصة لإقناع الرائد رالف فان ديمان بضرورة إنشاء قسم لكسر رموز الدول الأخرى. أصبح ياردلي، في يونيو 1917، ملازمًا ثانيًا  لسلاح الإشارة، ورئيس القسم الثامن الذي تم إنشاؤه حديثًا في المخابرات العسكرية. كانت إحدى الحالات المبكرة، التشفير الذي اكتُشف في ملابس الجاسوس الألماني «لوثار ويتزكي» بعد اعتقاله على الحدود المكسيكية في عام 1918. ربطت الأدلة بين ويتزك ونشاط تخريبي كبير في الولايات المتحدة. أثبت ياردلي أنه مدير جيد للغاية، وأثناء الحرب، كان أداء رجال المخابرات العسكرية جيدًا حتى لو لم يحققوا أي نجاحات مذهلة. بعد الحرب، قرر الجيش الأمريكي بالتعاون مع وزارة الخارجية الاشتراك في تمويل الاستخبارات العسكرية، وواصل ياردلي العمل في منصب رئيس «مكتب الشفرات».  حُددت عملياتهم في مدينة نيويورك لأسباب قانونية. كان من أهم أولوياتهم، اختراق الرموز اليابانية. يقول ديفيد خان:
«وكان الهدف الأكثر أهمية، اليابان. إن عداءها تجاه الصين يعرض سياسة الباب المفتوح الأمريكية للخطر. زاد مهاجروها من تفاقم العنصرية الأمريكية. هدد نموها البحري القوة الأمريكية في غرب المحيط الهادئ. هدد توسعها التجاري الهيمنة الأمريكية على أسواق الشرق الأقصى.»
بعد ما يقرب من عام، تمكن ياردلي وموظفوه أخيرًا من كسر الرموز اليابانية، وكانوا لا يزالون يقرؤون حركة المرور الدبلوماسية اليابانية عندما استضافت واشنطن مؤتمر واشنطن البحري في عام 1921. كانت المعلومات التي قدمها مكتب الشفرات للوفد الأمريكي فيما يتعلق بالحد الأدنى المطلق لمتطلبات البوارج الحربية للحكومة اليابانية مفيدة في جعل الجانب الياباني يوافق على نسبة 5: 3 بدلاً من نسبة 10: 7 التي أرادتها البحرية اليابانية. كانت المعلومات التي قدمها مكتب الشفرات للوفد الأمريكي فيما يتعلق بالحد الأدنى المطلق لمتطلبات السفن الحربية للحكومة اليابانية مفيدة في جعل الجانب الياباني يوافق على نسبة 5: 3 بدلاً من نسبة 10: 7 التي أرادتها البحرية اليابانية في الأساس. هذا ما سمح لليابان بامتلاك 18 سفينة حربية لا غير، بدلا من ال21 سفينة التي كانت ترغب بها. بينما إمتلكت الولايات المتحدة 30 سفينة حربية وبريطانيا العظمى 30. كانت هذه ذروة حياة ياردلي في مجال التشفير.
لسوء الحظ، قضى ياردلي معظم وقته في نيويورك في المشاركة في أنشطة لا علاقة لها بالتشفير. كذلك، تلاشى تدفق البرقيات الدبلوماسية، إذ أصبحت الشركات أقل استعدادًا لخرق القانون لمساعدة الحكومة.  في واشنطن، كان ويليام فريدمان يستكشف بنشاط حدود التشفير للجيش. أصبح مكتب الشفرات لا يقدم ولا يؤخر. ومع ذلك، كان السخط الأخلاقي هو السبب الأساسي الذي حكم  على المكتب بالفشل. عندما اكتشف هنري ل. ستيمسون، وزير الخارجية في عهد الرئيس هربرت هوفر، ياردلي ومكتب الشفرات، غضب غاضبًا شديدا وسحب تمويلاته، ملخصا حجته قائلا «الرجال الحقيقيون لا يقرأون بريد بعضهم البعض». يعتقد البعض أن ستيمسون شعر بالإهانة عندما تفاخر ياردلي بقدرته على قراءة كل حركة مرور الفاتيكان، لأنه بعد هذا التصريح، قام ستيمسون وغادر الغرفة.

## الغرفة السوداء الأمريكية
أغلقت المخابرات العسكرية أبوابها إلى الأبد في 31 أكتوبر 1929، بعد يومين فقط من انهيار سوق الأسهم. نظرًا لضعف  الطلب على مهارات ياردلي السرية، وحرمانه من  معاش تقاعدي حكومي، بسبب عمله الممول سراً،  تناول الكتابة عن تجاربه في تدوين الشفرات، مصدرا لدعم أسرته. نُشرت مذكراته، "الغرفة الأمريكية السوداء"، بواسطة بوبس-ميريل في عام 1931. حدد الكتاب تاريخ أول منظمة استخبارات إشارات الولايات المتحدة، ووصف أنشطة المخابرات العسكرية خلال الحرب العالمية الأولى والغرفة السوداء الأمريكية في عشرينيات القرن العشرين، وأوضحت المبادئ الأساسية لأمن الإشارات. شُهر هذا العمل على الفور. استنتج منتقدوها في ذلك الوقت أنها "المساهمة الأكثر إثارة في التاريخ السري للحرب، بالإضافة إلى فترة ما بعد الحرب المباشرة، التي لم تُكتب من قبل أمريكي حتى الآن. تجاوز طيش المذكرة المتعمد كل ما وجد من مذكرات العملاء الأوروبيين السريين. بيع في الولايات المتحدة، 17931 نسخة، مع بيع 5480 نسخة أخرى في المملكة المتحدة، كما تُرجمت إلى الفرنسية والسويدية واليابانية والصينية. باعت النسخة اليابانية 33119 نسخة لا مثيل لها.
كان هذا الكتاب بمثابة إحراج للحكومة الأمريكية وعرّض بعض المصادر التي استخدمها ياردلي وشركاؤه للخطر. من خلال هذا العمل، نُبهت 19 دولة تقريبًا إلى حقيقة أن رموزها مُخترقة. تمت معظم عمليات تشفير الشفرة بعد الحرب العالمية الأولى من خلال الحصول على نسخ من البرقيات المشفرة التي أرسلها الدبلوماسيون الأجانب عبر ويسترن يونيون، كما كانت العادة، قبل أن تمتلك البلدان تكنولوجيا لأجهزة الاتصالات المتخصصة. كان ويليام فريدمان، الذي يعتبر والد جمع المعلومات الاستخباراتية الأمريكية الحديثة، غاضبًا من الكتاب والدعاية التي ولّدها جزئيًا، لأن المصادر والأساليب المذكورة تعرضت للتشويش ولأن مساهمة ياردلي ذُكرت بطريقة مبالغ فيها.

## روابط خارجية
- هربرت ياردلي على موقع IMDb (الإنجليزية)
- هربرت ياردلي على موقع الموسوعة البريطانية (الإنجليزية)
- هربرت ياردلي على موقع إن إن دي بي (الإنجليزية)
- هربرت ياردلي على موقع قاعدة بيانات الفيلم (الإنجليزية)